# Топонимия Словении

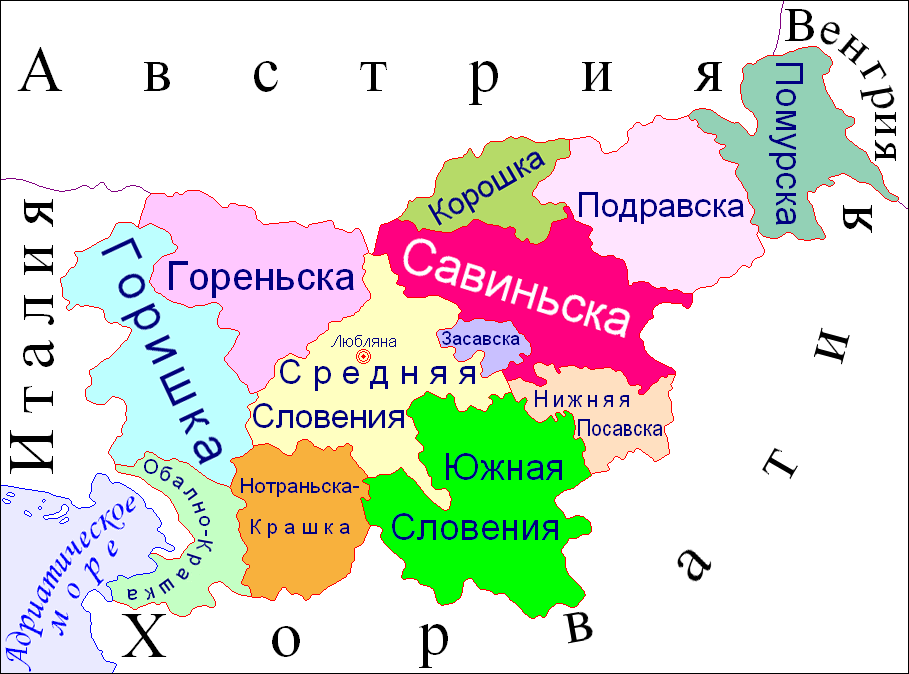
Административное деление Словении

Топонимия Словении — совокупность географических названий, включающая наименования природных и культурных объектов на территории Словении. Структура и состав топонимии страны обусловлены её географическим положением, этническим составом населения и богатой историей.

## Название страны
Название Slovenija происходит от этнонима «словене» — праславянской формы этнонима «славяне», то есть означает «земля словен». Этимология этнонима «славяне», по оценкам ряда лингвистов, остаётся невыясненой, хотя существует ряд гипотез на этот счёт.
Название современной Словении происходит от Словенского комитета национального освобождения (словен. Slovenski narodnoosvobodilni svet), созданного в 1944 году в ходе национально-освободительного движения Югославии против немецкой оккупации. Официальным названием государства в 1945—1946 годах было «Федеральная Словения» (словен. Federalna Slovenija), в то время — одна из стран, составлявших СФРЮ. 20 февраля 1946 года «Федеральная Словения» была переименована в «Народную Республику Словению» (словен. Ljudska republika Slovenija), которая, в свою очередь, 9 апреля 1963 года была переименована в «Социалистическую Республику Словению» (словен. Socialistična republika Slovenija). 8 марта 1990 года Словения удалила приставку «Социалистическая» из своего названия, став «Республикой Словенией», а 25 июня 1991 года обрела независимость.
Официальное название страны — Республика Словения (словен. Republika Slovenija).

## Формирование и состав топонимии
По оценкам топонимистов, Балканский полуостров, где расположена Словения, ввиду сложнейшей этнической истории и языковой картины в топонимическом отношении представляет собой один из самых сложных для анализа районов Европы. Древнейшие субстратные топонимы (доиндоевропейские и древнейшие индоевропейские) не поддаются расшифровке. К середине I тысячелетия н. э. в западной части полуострова проживали иллирийцы, в восточной — фракийцы, южную часть занимали носители греческого языка. Эти народы оставили значительный след в гидронимии и оронимии Балкан. Древний иллирийский топонимический пласт распространен на территории бывшей Югославии, включая Словению.
Этимология крупнейших городов:
- Любляна (словен. Ljubljana) — основан в I в. н. э. как римская колония Эмона (этимология неясна), она же Юлия-Эмона (император Август принадлежал к роду Юлиев). Восстановлен франками в IX веке, с X века — славянский город, с 1335 по 1918 годы под немецким названием Лайбах (нем. Laibach) в составе государства Габсбургов, с 1918 года под словенским названием Лю́блян, от гидронима Любляница (Лайбах); славянами гидроним переосмыслен и включен в ряд многочисленных названий от основы Люб-[5];
- Марибор (словен. Maribor) — город известен с 1145 года под названием Марбург (нем. Marburg an der Drau). Словенское название Марибор — искусственное, придуманное хорватским и словенским поэтом и просветителем Станко Вразом в 1836 году в духе иллиризма. Местные жители называли город на словенском Марпрк или Марпрог[6]. Название Марибор было принято среди словенцев лишь 25 лет спустя, когда поэт и политик Ловро Томан опубликовал песню под названием Mar i bor, от словенского Mar («заботиться») + i + bor («бороться за»)[7]. Помимо словенских и немецких названий, город также известен как лат. Marburgum и итал. Marburgo;
- Целе	(словен. Celje) — в римский период был известен как Целея (лат. Celeia). Исторически подтверждённые варианты названий: Cylia (452 год), Celejanae (579 год), Zellia (824 год), Cilia (1310 год), Cilli (1311 год) и Celee (1575 год). Протославянское название *Целе или *Целье, из которого сформировалось современное словенское Целе, было заимствован из вульгарной латыни — Celeae, которое имеет доримское происхождение, его этимология неясна[8];
- Крань	(словен. Kranj) — упоминается в письменных источниках с V веке до н. э. Словенское название происходит от славянского *Корнь, заимствованного из латинского англ. Carnium в поздней античности. Как и латинское региональное название Carnia, оно происходит от этнонима италийского (кельтского) племени, известного как Carnī (греч. Κάρνοι). Название племени, вероятно, происходит от кельтского корня *karno — «вершина, холм, груда камней»[9]. Немецкое название города было Крайнбург (нем. Krainburg)[10];
- Копер	(словен. Koper) — вырос из античного греческого поселения, известного под именем Аэгида. В римский период получил имя Каприс, от которого происходит и современное название города. Некоторое время город носил имя Юстинополь в честь императора Византии Юстиниана II. В 1278 году был присоединён к Венеции, и в составе Венецианской республики пережил необычайный расцвет, став крупнейшим городом и портом Истрии, в связи с чем был переименован в лат. Caput Histriae (главный город Истрии, буквально «голова Истрии»). От этого словосочетания происходит итальянское название города — Каподистрия[11];
- Веленье	(словен. Velenje) — впервые упоминается в письменных источниках в 1264 году как Велн (Велан — в 1270 году, Белен и Велен в 1296 году). Название, вероятно, происходит от словенского имени собственного «Велень» — «Веленя село». Менее вероятная гипотеза выводит название от словенского нарицательного существительного velen (je) — «пастбище для домашнего скота»[12]. Название города было изменено на Титово Веленье (буквально — «Веление Тито») в 1981 году в честь югославского лидера Иосипа Броз Тито. Название Веленье было восстановлено в 1990 году, незадолго до провозглашения независимости Словении в 1991 году[13]. В прошлом немецкое название города было Вёллан (нем. Wöllan);
- Ново-Место (словен. Novo mesto) — основан австрийским герцогом Рудольфом IV в 1365 году под названием Рудольфово (словен. Rudolfovo). После Первой мировой войны и распада Австро-Венгрии официальным названием города стало Ново-Место[14].

## Топонимическая политика
Топонимической политикой в стране занимается Комиссия по стандартизации географических названий, созданная в 1986 году.